# Cleora stigmaticata
Cleora stigmaticata là một loài bướm đêm trong họ Geometridae.